# 阿克萨达姆神庙

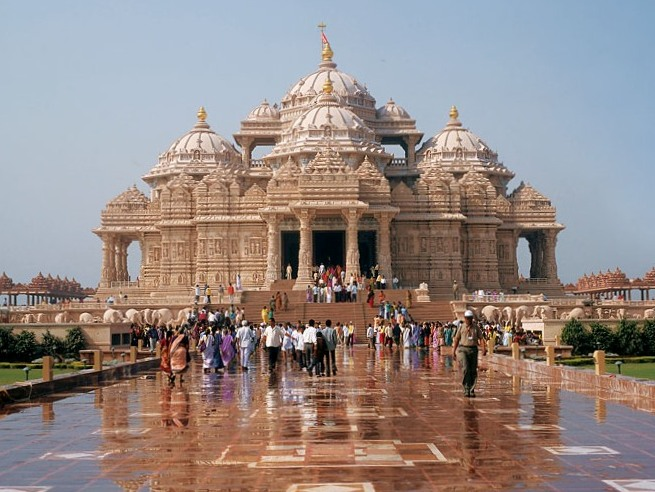
俄刹羅-塔摩神庙

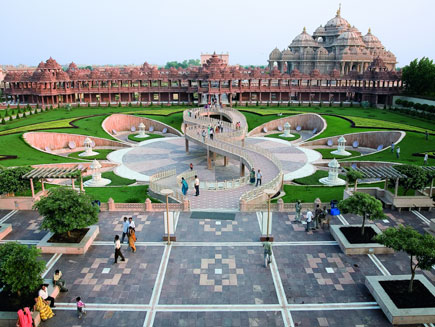
莲花形花园

阿克萨达姆神庙（Akṣara-dhāma 俄刹羅-塔摩，无尽住所，天城文：दिल्ली अक्षरधाम)是印度德里的一组印度教寺庙建筑群，展示了古老的印度教文化、精神和建筑。7,000名工匠在3,000名志愿者的协助下完成了兴建工程。在印度教的斯瓦米纳拉扬派中，Akshardham意为“不朽的住所”，是斯瓦米纳拉扬的居所，其信众认为此处是神明在世间的临时居所。
这座寺庙吸引了访问德里70%的游客。它于2005年11月6日建成开放。它座落在亞穆納河河岸，毗邻2010年英聯邦運動會村。 中心建筑完全用石块砌筑。